# Penci-ág
A Penci-ág nevű patak a Gödöllői-dombságban ered, Penc keleti határában, Pest vármegyében, mintegy 210 méteres tengerszint feletti magasságban. A patak forrásától kezdve délnyugati irányban halad, majd Rád déli részénél éri el a Gombás-patakot.

## Part menti település
- Penc